# Chajnus renschi
Chajnus renschi är en spindeldjursart som beskrevs av Speijer 1936. Chajnus renschi ingår i släktet Chajnus och familjen Thelyphonidae. Inga underarter finns listade i Catalogue of Life.